# PluX
PluX ist eine normierte Stecker-Schnittstelle zwischen einer Elektronikbaugruppe (z. B. Digital-Decoder) und einem Modelleisenbahn-Fahrzeug und dient dem sicheren und schnellen Einbau und Tausch solcher Baugruppen.
Die PluX-Schnittstelle ist seit 2008 von der NMRA als Teil von NMRA RP-9.1.1 und vom MOROP in NEM 658 definiert. Beide Dokumente haben den Status einer Empfehlung. Diese Dokumente beschreiben Steckerbelegung, Abmessungen der Steckverbindung, sowie auch den Platzbedarf für die Baugruppe.
Es gibt vier verschiedene Ausbaustufen der PluX-Schnittstelle:
- PluX8: 2×4 Pins; für Motor und Fahrtlicht
- PluX12: 2×6 Pins; wie PluX8, plus Lautsprecher, Zugschlussbeleuchtung
- PluX16: 2×8 Pins; wie PluX12, plus SUSI-Zugbus, Anschluss für Speicherkondensator
- PluX22: 2×11 Pins; wie PluX16, plus weitere vier Ausgänge für Sonderfunktionen, ein SUSI-Ausgang und -Eingang

PluX12 ist nur in NEM 658 definiert, nicht aber in NMRA RP-9.1.1.

## Kompatibilität
Die verschiedenen Ausbaustufen der PluX-Schnittstelle sind miteinander kompatibel. Zum Beispiel können in einer Lok, die mit einem PluX22-Steckplatz ausgerüstet ist, PluX22-, PluX16-, PluX12- oder PluX8-Decoder eingesetzt werden, und ein PluX22-Decoder kann in Loks mit PluX22-, PluX16-, PluX12- und PluX8-Steckplätzen eingesetzt werden, sofern der Platz ausreicht. Bei Verwendung von unterschiedlichen Ausbaustufen für Steckplatz und Decoder ist insgesamt nur die Funktion der jeweils kleineren Ausbaustufe möglich.
In Fahrzeugen mit PluX-Schnittstelle können auch Decoder mit einer 6-poligen Schnittstelle nach NEM 651 verwendet werden.

## Entstehung
Seit etwa 1999 wurde in Arbeitsgruppen der NMRA über eine neue Steckerdefinition diskutiert, die mehr als die 6 (NEM 651) bzw. 8 (NEM 652) Anschlüsse hat.
Anfang 2005 präsentierte Märklin mit Unterstützung von Electronic Solutions Ulm eine 21-polige Schnittstelle für Gleichstrommotoren und den Märklin Drehstrommotor Sinus, basierend auf einem 22-poligen Industriestecker im 1,27-mm-Raster (2-reihig angeordnet). Bereits bei der Präsentation wurden viele Verbesserungsvorschläge laut. Es wurde vereinbart, die Schnittstelle zu überarbeiten und mit dem Einsatz zunächst zu warten. Ohne dass eine Norm für die 21-polige Schnittstelle veröffentlicht worden wäre, begannen einige Hersteller, sie gemäß dem Märklin-Vorschlag einzusetzen.
Im April 2005 beschäftigte sich die NMRA DCC Working Group in einem von Fleischmann gehosteten Meeting das erste Mal mit der von Märklin eingeführten 21-poligen Schnittstelle. Man beschloss, ein kleines Team zu beauftragen, die Schnittstelle für die NMRA-Empfehlung RP 9.1.1 zu dokumentieren (und nicht zu entwickeln, denn sie war ja schon am Markt).
Im März 2006 beschloss die NMRA DCC Working Group in einem von Märklin gehosteten Meeting, die bereits am Markt eingeführte 21-polige Märklin-Schnittstelle erst in die NMRA-Empfehlungen aufzunehmen, wenn es auch eine Gleichstrom-Version dieser Schnittstelle gibt.
Im selben NMRA-Meeting wurde ein neues Topic definiert (Topic 0603242, 22 pin Connector), mit AJ Ireland von Digitrax als Themenredakteur. Aus diesem Topic heraus entstand dann die PluX-Schnittstelle.
Im Januar 2008 wurde eine neue Version der NMRA-Empfehlung RP-9.1.1 verabschiedet, die die (inzwischen leicht geänderte) 21-polige Wechselstrom-Schnittstelle als 21MTC und die 22-polige Gleichstrom-Schnittstelle in verschiedenen Ausbaustufen als PluX8/16/22 definierte.
Im Jahr 2008 verabschiedete der MOROP die erste Ausgabe von NEM 658, die die PluX8/16/22-Schnittstellen nach der NMRA-Empfehlung RP-9.1.1 beschrieb und PluX12 hinzufügte.
Ende 2008 gab es die ersten Decoder und Lokomotiven.
Die derzeit (2013) neuesten Versionen sind die Ausgabe 2012 von NEM 658 und die Ausgabe 2012 von NMRA RP-9.1.1.